# جيمس كارتر (عازف جاز)
جيمس كارتر (بالإنجليزية: James Carter)‏ هو عازف جاز أمريكي، ولد في 3 يناير 1969 في ديترويت في الولايات المتحدة.

## وصلات خارجية
- الموقع الرسمي
- جيمس كارتر على موقع IMDb (الإنجليزية)
- جيمس كارتر على موقع ميوزك برينز (الإنجليزية)
- جيمس كارتر على موقع قاعدة بيانات برودواي على الإنترنت (الإنجليزية)
- جيمس كارتر على موقع أول ميوزيك (الإنجليزية)
- جيمس كارتر على موقع ديسكوغز (الإنجليزية)